# Vitbrynad dvärgtyrann
Vitbrynad dvärgtyrann (Ornithion brunneicapillus) är en fågel i familjen tyranner inom ordningen tättingar.

## Utseende och läte
Vitbrynad dvärgtyrann är en liten och kortstjärtad tyrann. Undersidan är gul och på huvudet syns ett vitt ögonbrynsstreck som vrider sig runt pannan. Vingarna saknar vingband. Arten är mycket lik gulbukig dvärgtyrann, men skiljer sig genom brun hjässa, ej grå. Lätet är också distinkt, en serie med sorgsamma klara visslingar som faller i tonhöjd.

## Utbredning och systematik
Fågeln förekommer från Costa Rica till västra Colombia, nordvästra Ecuador och nordvästra Venezuela. Den behandlas som monotypisk, det vill säga att den inte delas in i några underarter.

## Levnadssätt
Vitbrynad dvärgtyrann hittas i skogar, där den ses enstaka eller i par i trädtaket. Ibland slår den följe med kringvandrande artblandade flockar.

## Status och hot
Arten har ett stort utbredningsområde, men tros minska i antal, dock inte tillräckligt kraftigt för att den ska betraktas som hotad. Internationella naturvårdsunionen IUCN listar arten som livskraftig (LC). Beståndet uppskattas till i storleksordningen en halv miljon till fem miljoner vuxna individer.